# Clarence Adams (boxe anglaise)
Clarence Adams est un boxeur américain né le 6 juillet 1974 à Henderson, Kentucky.

## Carrière
Passé professionnel en 1990, il devient champion du monde des super-coqs WBA le 4 mars 2000 après sa victoire aux points contre Nestor Garza. Adams conserve son titre aux dépens d'Andres Fernandez et Ivan Alvarez puis le laisse vacant pour affronter Paulie Ayala, titre IBO en jeu. Il sera battu le 4 août 2001 et à nouveau le 23 février 2002 lors de la revanche.

## Référence
1. ↑  (en) Clarence Adams vs. Nestor_Garza (boxrec.com)